# Eve (アイドリング!!!の曲)
「eve」（イヴ）は、日本の女性アイドルグループ・アイドリング!!!の楽曲。2010年11月23日にポニーキャニオンからリリースした、通算14枚目のシングル。楽曲は、ソングライター・leonn（作詞）と日比野裕史（作曲）の共作。

## 背景・制作
前作「プールサイド大作戦」から、3ヶ月半後に発表した14thシングル。
20人編成となってから、3作目の作品になる。
表題曲
表題曲の制作は前作に続き、グループの楽曲制作に馴染みのソングライター leonn（作詞）・日比野裕史（作曲）のコンビが担当。クリスマス・イヴに女性の募る恋心を詞としたラブソングで、メンバーのコーラスをフィーチャーしたミディアム・ポップとなっている。後の4thアルバム『SISTERS』には、リミックスバージョンが再録されている。
カップリング曲
c/w曲にも、上記や過去の馴染みなソングライターが関わり、「キャラメルラテ飲み行こー!」のクレジットには、エイベックス所属のクリエイター 森月キャス（作詞）が名を連ねた。この2曲も、リミックスされたバージョンがアルバム『SISTERS』に再録されている。
収録メンバー
c/w曲「キャラメルラテ飲み行こー!」はユニット曲として、下記11名が選抜されている。
| 楽曲                          | メンバー |
| ----------------------------- | --- |
| 「eve」                       | 遠藤舞・外岡えりか・谷澤恵里香・フォンチー・横山ルリカ・森田涼花・河村唯・長野せりな・酒井瞳・朝日奈央・菊地亜美・三宅ひとみ・橘ゆりか・大川藍・橋本楓・倉田瑠夏・伊藤祐奈・野元愛・後藤郁・尾島知佳 |
| 「StarGirl★StarBoy」          | 同上 |
| 「キャラメルラテ飲み行こー!」 | 遠藤舞・外岡えりか・谷澤恵里香・フォンチー・河村唯・長野せりな・酒井瞳・菊地亜美・三宅ひとみ・橋本楓・尾島知佳                                                                                       |

## リリース
シングルCDは通常盤、初回盤A・Bの3形態でリリース。通常盤の初回生産分にはトレーディングカードA（全20種の内ランダム1枚）、初回盤AにはトレーディングカードB（全20種の内ランダム1枚）とDVD、初回盤Bにはアイドリング!!!オリジナルQTカード（全20種の内ランダム1枚）の封入特典が付く。QTカードは、裏面のQRコードに携帯電話でのアクセスにより、収録コンテンツ（メンバーのコメント、待ち受け画面など）を視聴できる。
特典企画
協力店舗でのみ、先着購入者に「オリジナル・トレーディングカード（各店絵柄5種の内ランダム1枚）」を進呈する、コラボ企画を実施している。
着信ムービー
有料音楽配信サイト『レコチョク』に、メンバー20名個別のバージョンが配信された。ムービー20種全てデイリーTOP50に同時チャートインし、同サイト初の記録を達成した。

## プロモーション
楽曲のプロモーションで、以下のメディアに出演した。
テレビ番組
- めざましテレビ（2010年11月24日・12月7日、フジテレビ系）
- 魁!音楽番付〜EIGHT〜（2010年11月24日、フジテレビ）
- HEY!HEY!HEY!（2010年11月29日、フジテレビ系）
- 1924（2010年12月3日、フジテレビ系）
- さんまのまんま（2010年12月25日、フジテレビ系）

ラジオ番組
- サタデーキューティナイト アイドルスタジオNo.1（2010年11月20日ニッポン放送）
- 劇団サンバカーニバル（2010年11月20日、FM-FUJI）
- NEVERMIND!!（2010年11月26日、FM-FUJI）
- MORNING STEPS（2010年12月6日、FMヨコハマ）

有線番組
- 星ひとみのミュージックオーラ（2010年12月22日、USEN☆BEST HITSステーション）

主催企画
発売記念イベント兼ねた握手会が、以下の日時・場所で実施された。
「eve」発売記念イベント
- 2010年11月22、24 - 27日 フジテレビ湾岸スタジオ 多目的ホール
- 2010年11月28日 ベルサール原宿 1Fイベントホール
- 2010年12月23日 池袋サンシャインシティ 展示ホールB

パネル展示企画
発売週にタワーレコード渋谷店にて、メンバーのソロ写真を使用したパネル展が企画された。当シングル購入者に抽選で、展示したパネルを進呈するキャンペーンも実施した。

## ミュージック・ビデオ
ミュージック・ビデオはリリース後に、アイドリング!!!公式YouTubeチャンネルで、フルバージョンが無料公開された。初回盤Aに付属するDVDにも収録されている。
劇中では、メンバー 外岡えりか・森田涼花・大川藍の3名がフィーチャーされている。

## ライブ・パフォーマンス
発売イベントを兼ねたミニライブが、以下の日時・場所で実施された。
「eve」発売記念イベント
- 2010年11月23日 東京ドームシティラクーアガーデンステージ
- 2010年12月4日 大阪千里セルシー広場
- 2010年12月5日 名古屋吹上ホール 第2ファッション展示場

「リリース記念 新春スペシャルライブ」
- 2011年1月10日 品川THE GRAND HALL

ライブイベント
収録曲はグループ定期公演のほか、以下のイベント等でライブ披露している。
- アイドリング!!!定期公演『品はちライブ』（2010年11月ほか、品川よしもとプリンスシアター）
- (有)申し訳ないとSP（2010年12月22日、代官山UNIT）
- アイドリング!!! 9thライブ ボンノウの数だけ愛がある!お正月eveング!!!（2010年12月31日、中野サンプラザ）
- カウントダウンパーティーング!!!（2010年12月31日 - 2011年1月1日、中野サンプラザ）
- アニメスタジアム2011（2011年1月8・9日、ツインメッセ静岡）
- TOKYO EARTH WORKERS collection（2011年1月23日、TOKYO FM HALL）

## チャート成績
オリコンデイリーシングルランキングで最高2位、ウィークリーシングルランキングでは最高5位。また、2010年11月度月間シングルランキング19位を記録した。
上述した『レコチョク』にて、表題曲の着信ムービー20種全てデイリーTOP50に同時チャートインし、同サイト初の記録を達成した。

## メディアでの使用
c/w曲「キャラメルラテ飲み行こー!」は以下のメディアで使用された。
- 平和『CRドキッ!丸ごと水着 女だらけの水泳大会 アイドルだらけで困っちゃうング!!!』挿入歌

## シングル収録トラック
| #         | タイトル                      | 作詞       | 作曲         | 編曲                        | 時間  |
| --------- | ----------------------------- | ---------- | ------------ | --------------------------- | ----- |
| 1.        | 「eve」                       | leonn      | 日比野裕史   | 日比野裕史                  | 4:55  |
| 2.        | 「StarGirl★StarBoy」          | leonn      | ミナミトモヤ | 日比野裕史                  | 4:28  |
| 3.        | 「キャラメルラテ飲み行こー!」 | 森月キャス | 大西克巳     | 渡辺徹 (作曲家)、日比野裕史 | 3:25  |
| 4.        | 「eve」(Instrumental)         |            |              |                             | 4:52  |
| 合計時間: | 合計時間:                     | 合計時間:  | 合計時間:    | 合計時間:                   | 17:40 |

| #  | タイトル                            | 作詞 | 作曲・編曲 |
| -- | ----------------------------------- | ---- | ---------- |
| 1. | 「eve」(Music Video)                |      |            |
| 2. | 「ジャケット & MV撮影ドキュメント」 |      |            |